# Camposanto
Camposanto é uma comuna italiana da região da Emília-Romanha, província de Modena, com cerca de 3 049 habitantes. Estende-se por uma área de 22 km², tendo uma densidade populacional de 139 hab/km². Faz fronteira com Bomporto, Crevalcore (BO), Finale Emilia, Medolla, Ravarino, San Felice sul Panaro, San Prospero.

## Demografia
| Variação demográfica do município entre 1861 e 2011                               |
|                                                                                   |
| Fonte: Istituto Nazionale di Statistica (ISTAT) - Elaboração gráfica da Wikipedia |